# Новгородский государственный педагогический институт
Новгоро́дский госуда́рственный педагоги́ческий институ́т — высшее учебное заведение, существовавшее в Великом Новгороде в 1953—1993 годах. Вошёл в состав Новгородского государственного университета имени Ярослава Мудрого.

## История
В 1740 году при новгородском Антониевом монастыре была открыта Духовная семинария. После 1917 года в помещениях семинарии был открыт Новгородский институт народного образования, который в 1934 году был преобразован в Новгородский государственный учительский институт, а затем, в 1953 году — в Новгородский государственный педагогический институт.

## Ректоры
- Н. М. Карпенко (1952—1955)
- В. З. Джинчарадзе (1955—1957)
- Владимир Иванович Брагин (1957—1959)
- И. И. Костиков (1959—1963)
- Александр Сергеевич Паничев (1964—1972)
- Михаил Иванович Куликов (1972—1985)
- Пётр Васильевич Волков (1985—1988)
- Николай Гаврилович Биндюков (1988—1993)